# Giovanni Strazzer
Giovanni Strazzer, né le 23 mars 1965 à Zevio,, est un coureur cycliste italien. Il évolue au niveau professionnel de 1988 à 1992.

## Biographie
Bon sprinteur, Giovanni Strazzer a remporté une étape du Grand Prix du Midi libre en 1989. Il s'est également classé troisième de la dernière étape du Tour d'Italie en 1990, derrière Mario Cipollini et Adriano Baffi. 

## Palmarès

### Palmarès amateur
- 1983
  - Medaglia d'Oro Città di Monza
- 1986
  - Trofeo Minardi
- 1987
  - La Popolarissima
  - Gran Premio di Roncolevà
  - 2e de Vicence-Bionde

### Palmarès professionnel
- 1989
  - 3e étape du Grand Prix du Midi libre

### Résultats sur les grands tours

#### Tour d'Italie
4 participations
- 1988 : 110e
- 1990 : 160e
- 1991 : 121e
- 1992 : 135e